# عرمون
عرمون (به عربی: عرمون) یک منطقهٔ مسکونی در لبنان است که در شهرستان عالیه واقع شده‌است. عرمون ۱۱٫۶۸ کیلومتر مربع مساحت دارد ۵۰۰ متر بالاتر از سطح دریا واقع شده‌است.